# Italiaans voetbalkampioenschap 1912/13
Het Italiaans voetbalkampioenschap 1912/13 was het zestiende kampioenschap (Scudetto) van Italië. Voor het eerst namen er ook teams uit Zuid-Italië deel. Het kampioenschap werd dan ook netjes in Noord en Zuid-Italië opgedeeld. De winnaars van beide competities bekampten elkaar.
In de regio Noord-Italië zaten de traditionele clubs uit de provincies van de voorbije twee seizoenen. In de regio Zuid-Italië zaten de nieuwe clubs, alhoewel Toscane meer in het noorden ligt werden ze toch tot het zuiden gerekend, de andere clubs kwamen uit Latium (Lazio) en Campania.
Pro Vercelli werd voor de vijfde keer kampioen.

## Voorronde

### Piëmont
Gespeeld op 20 oktober
| Team #1      | Res.  | Team #2 |
| ------------ | ----- | ------- |
| Vigor Torino | 0 - 4 | Novara  |

### Lombardije-Ligurië

#### Eerste ronde
Gespeeld op 20 oktober
| Team #1       | Res.  | Team #2                |
| ------------- | ----- | ---------------------- |
| Savona Calcio | 3 - 1 | Como FBC               |
| Lambro Milaan | 2 - 1 | Racing Libertas Milaan |

De wedstrijd tussen Lambro en Racing werd geannuleerd en herspeeld.
Replay

Gespeeld op 27 oktober
| Team #1                | Res.         | Team #2       |
| ---------------------- | ------------ | ------------- |
| Racing Libertas Milaan | 1 - 0 (n.v.) | Lambro Milaan |

#### Tweede ronde
Gespeeld op 1 november
| Team #1                | Res.  | Team #2 |
| ---------------------- | ----- | ------- |
| Racing Libertas Milaan | 1 - 0 | Savona  |

### Latium

#### Eerste ronde
Gespeeld op 20 oktober
| Team #1   | Res.  | Team #2             |
| --------- | ----- | ------------------- |
| Alba Roma | 1 - 2 | Juventus Audax Roma |
| Pro Roma  | 2 - 1 | Tebro Roma          |

#### Tweede ronde
Gespeeld op 27 oktober
| Team #1   | Res.  | Team #2    |
| --------- | ----- | ---------- |
| Alba Roma | 2 - 0 | Tebro Roma |

## Noord-Italië

### Kwalificatie

#### Piëmont

##### Eindstand
|    | Team         | ’’’Ptn’’’ | Wed | W | G | V | DV | DT | +/− | Opmerking      |
| -- | ------------ | --------- | --- | - | - | - | -- | -- | --- | -------------- |
| 1. | Pro Vercelli | 19        | 10  | 9 | 1 | 0 | 38 | 2  | +36 | Gekwalificeerd |
| 2. | Casale       | 13        | 10  | 5 | 3 | 2 | 15 | 8  | +7  | Gekwalificeerd |
| 3. | Torino       | 11        | 10  | 5 | 1 | 4 | 35 | 21 | +14 |                |
| 4. | Piemonte     | 10        | 10  | 5 | 0 | 5 | 16 | 37 | −21 |                |
| 5. | Novara       | 4         | 10  | 1 | 2 | 7 | 13 | 28 | −15 |                |
| 6. | Juventus     | 3         | 10  | 1 | 1 | 8 | 14 | 35 | −21 |                |

##### Speeldagen
| Eerste Speeldag |                   |              |
| 3 nov. 1912     |                   | 26 jan. 1913 |
| 1-0             | P.Vercelli-Casale | 0-0          |
| 1-2             | Juventus-Piemonte | 1-3          |
| 1-2             | Novara-Torino     | 1-3          |

| Vierde speeldag |                     |              |
| 24 nov. 1912    |                     | 16 feb. 1913 |
| 3-3             | Novara-Juventus     | 0-3          |
| 3-0             | P.Vercelli-Piemonte | 7-1          |
| 1-1             | Casale-Torino       | 2-0          |

| Tweede Speeldag |                   |             |
| 10 nov. 1912    |                   | 2 feb. 1913 |
| 3-0             | Casale-Juventus   | 1-0         |
| 0-1             | Torino-P.Vercelli | 1-6         |
| 2-0*            | Piemonte-Novara   | 1-7         |

| Vijfde speeldag |                     |              |
| 19 jan. 1913    |                     | 23 feb. 1913 |
| 0-4             | Juventus-P.Vercelli | 0-3          |
| 2-1             | Piemonte-Torino     | 1-11         |
| 0-0             | Novara-Casale       | 1-2          |

| Derde Speeldag |                   |             |
| 17 nov. 1912   |                   | 9 feb. 1913 |
| 0-8            | Juventus-Torino   | 6-8         |
| 7-0            | P.Vercelli-Novara | 6-0         |
| 3-1            | Piemonte-Casale   | 2-5         |

#### Ligurië-Lombardije

##### Eindstand
|    | Team                   | ’’’Ptn’’’ | Wed | W | G | V | DV | DT | +/− | Opmerking      |
| -- | ---------------------- | --------- | --- | - | - | - | -- | -- | --- | -------------- |
| 1. | Milan                  | 18        | 10  | 9 | 0 | 1 | 30 | 8  | +22 | Gekwalificeerd |
| 2. | Genoa                  | 16        | 10  | 8 | 0 | 2 | 33 | 12 | +21 | Gekwalificeerd |
| 3. | Internazionale         | 12        | 10  | 6 | 0 | 4 | 24 | 14 | +10 |                |
| 4. | Andrea Doria           | 9         | 10  | 4 | 1 | 5 | 20 | 30 | −14 |                |
| 5. | US Milanese            | 4         | 10  | 1 | 2 | 7 | 11 | 24 | −13 |                |
| 6. | Racing Libertas Milano | 1         | 10  | 0 | 1 | 9 | 8  | 34 | −26 |                |

#### Veneto-Emilia Romagna

##### Eindstand
|    | Team              | ’’’Ptn’’’ | Wed | W | G | V | DV | DT | +/− | Opmerking      |
| -- | ----------------- | --------- | --- | - | - | - | -- | -- | --- | -------------- |
| 1. | AC Vicenza        | 16        | 10  | 7 | 2 | 1 | 32 | 10 | +22 | Gekwalificeerd |
| 1. | Hellas Verona     | 16        | 10  | 8 | 0 | 2 | 28 | 10 | +18 | Gekwalificeerd |
| 3. | AC Venezia        | 14        | 10  | 6 | 2 | 2 | 28 | 6  | +22 |                |
| 4. | Volontari Venezia | 8         | 10  | 3 | 2 | 5 | 19 | 29 | −10 |                |
| 5. | AGC Bologna       | 4         | 10  | 2 | 0 | 8 | 14 | 30 | −16 |                |
| 6. | Modena            | 2         | 10  | 1 | 0 | 9 | 6  | 42 | −36 |                |

### Finaleronde
De resultaten van de wedstrijden van teams die in dezelfde kwalificatierondes zaten telden ook voor de finaleronde (maar niet de goals die gescoord werden). Hierdoor begon de clubs dus met bonuspunten.
- Pro Vercelli: 3 punten
- Milan, Genoa, Hellas Verona, Vicenza: 2 punten
- Casale: 1 punt

#### Eindstand
|    | Team          | ’’’Ptn’’’ | Wed | W | G | V | DV | DT | +/− | Opmerking      |
| -- | ------------- | --------- | --- | - | - | - | -- | -- | --- | -------------- |
| 1. | Pro Vercelli  | 18        | 10  | 8 | 2 | 0 | 22 | 1  | +21 | Gekwalificeerd |
| 2. | Milan         | 12        | 10  | 5 | 2 | 3 | 21 | 10 | +11 |                |
| 3. | Genoa         | 11        | 10  | 5 | 1 | 4 | 16 | 14 | +2  |                |
| 3. | Casale        | 11        | 10  | 4 | 3 | 3 | 22 | 13 | +9  |                |
| 5. | Vicenza       | 4         | 10  | 0 | 2 | 7 | 8  | 25 | −17 |                |
| 6. | Hellas Verona | 4         | 10  | 2 | 0 | 8 | 8  | 34 | −26 |                |

## Zuid-Italië

### Kwalificatie

#### Latium

##### Eindstand
Alba Roma gaf na de eerste wedstrijd forfait en trok zich terug. De overige wedstrijden werden alle als forfait beschouwd door de voetbalbond.
|    | Team                | ’’’Ptn’’’ | Wed | W | G | V  | DV | DT | +/− | Opmerking      |
| -- | ------------------- | --------- | --- | - | - | -- | -- | -- | --- | -------------- |
| 1. | Lazio               | 18        | 10  | 8 | 2 | 0  | 55 | 9  | +46 | Gekwalificeerd |
| 2. | SS Juventus Roma    | 14        | 10  | 6 | 2 | 2  | 25 | 21 | +4  |                |
| 3. | Audace-Esperia Roma | 13        | 10  | 6 | 1 | 3  | 27 | 22 | +5  |                |
| 4. | Roman               | 11        | 10  | 5 | 1 | 4  | 26 | 15 | +11 |                |
| 5. | Pro Roma            | 4         | 10  | 2 | 0 | 8  | 9  | 55 | −46 |                |
| 6. | Alba Roma           | 0         | 10  | 0 | 0 | 10 | 0  | 20 | −20 |                |

#### Toscane

##### Eindstand
|    | Team               | ’’’Ptn’’’ | Wed | W | G | V | DV | DT | +/− | Opmerking      |
| -- | ------------------ | --------- | --- | - | - | - | -- | -- | --- | -------------- |
| 1. | Virtus Juventusque | 9         | 6   | 4 | 1 | 1 | 11 | 8  | +3  | Gekwalificeerd |
| 2. | SPES Livorno       | 7         | 6   | 2 | 3 | 1 | 15 | 9  | +6  |                |
| 3. | CS Firenze         | 4         | 6   | 2 | 0 | 4 | 7  | 16 | −9  |                |
| 3. | Pisa Sporting Club | 4         | 6   | 1 | 2 | 3 | 6  | 6  | 0   |                |

#### Campania
Gespeeld op 19 en 26 januari
| Team #1               | Tot.  | Team #2                         | 1ste wed | 2de wed |
| --------------------- | ----- | ------------------------------- | -------- | ------- |
| Internazionale Napoli | 3 - 5 | Naples Foot-Ball & Cricket Club | 1 - 2    | 2 - 3   |

### Finaleronde

#### Eerste ronde
Gespeeld op 2 en 9 maart
| Team #1            | Tot.  | Team #2    | 1ste wed | 2de wed |
| ------------------ | ----- | ---------- | -------- | ------- |
| Virtus Juventusque | 1 - 6 | Lazio Roma | 1 - 3    | 0 - 3   |

Virtus trok zich tijdens de tweede wedstrijd terug, de bond besloot de stand op dat moment aan te nemen als officiële eindstand.

#### Tweede ronde
Gespeeld op 16 en 30 maart
| Team #1 | Tot.  | Team #2    | 1ste wed | 2de wed |
| ------- | ----- | ---------- | -------- | ------- |
| Naples  | 2 - 3 | Lazio Roma | 1 - 2    | 1 - 1   |

## Finale
| Team #1      | Res.  | Team #2    |
| ------------ | ----- | ---------- |
| Pro Vercelli | 6 - 0 | Lazio Roma |

## Kampioenenploeg
- Innocenti
- Binaschi
- Valle
- Ara
- Milano I
- Leone
- Milano II
- Berardo
- Ferraro
- Rampini I
- Corna

Scudetto:
1898 ·
1899 ·
1900 ·
1901 ·
1902 ·
1903 ·
1904 ·
1905 ·
1906 ·
1907 ·
1908 ·
1909 ·
1909/10 ·
1910/11 ·
1911/12 ·
1912/13 ·
1913/14 ·
1914/15 ·
1915/16 · 1916/17 · 1917/18 · 1918/19 · 
1919/20 ·
1920/21 ·
1921/22 ·
1922/23 ·
1923/24 ·
1924/25 ·
1925/26 ·
1926/27 ·
1927/28 ·
1928/29

Serie A:
1929/30 ·
1930/31 ·
1931/32 ·
1932/33 ·
1933/34 ·
1934/35 ·
1935/36 ·
1936/37 ·
1937/38 ·
1938/39 ·
1939/40 ·
1940/41 ·
1941/42 ·
1942/43 ·
1944/45 ·
1945/46 ·
1946/47 ·
1947/48 ·
1948/49 ·
1949/50 ·
1950/51 ·
1951/52 ·
1952/53 ·
1953/54 ·
1954/55 ·
1955/56 ·
1956/57 ·
1957/58 ·
1958/59 ·
1959/60 ·
1960/61 ·
1961/62 ·
1962/63 ·
1963/64 ·
1964/65 ·
1965/66 ·
1966/67 ·
1967/68 ·
1968/69 ·
1969/70 ·
1970/71 ·
1971/72 ·
1972/73 ·
1973/74 ·
1974/75 ·
1975/76 ·
1976/77 ·
1977/78 ·
1978/79 ·
1979/80 ·
1980/81 ·
1981/82 ·
1982/83 ·
1983/84 ·
1984/85 ·
1985/86 ·
1986/87 ·
1987/88 ·
1988/89 ·
1989/90 ·
1990/91 ·
1991/92 ·
1992/93 ·
1993/94 ·
1994/95 ·
1995/96 ·
1996/97 ·
1997/98 ·
1998/99 ·
1999/00 ·
2000/01 ·
2001/02 ·
2002/03 ·
2003/04 ·
2004/05 ·
2005/06 ·
2006/07 ·
2007/08 ·
2008/09 ·
2009/10 ·
2010/11 ·
2011/12 ·
2012/13 ·
2013/14 ·
2014/15 ·
2015/16 ·
2016/17 .
2017/18 ·
2018/19 ·
2019/20 ·
2020/21 ·
2021/22 ·
2022/23 ·
2023/24 .
2024/25